# Club Deportivo Marchamalo
El Club Deportivo Marchamalo es un equipo de fútbol español del municipio de Marchamalo (Guadalajara). Fue fundado en 1973, y juega en la Tercera División RFEF.

## Temporadas
| Temporada | Categoría                               | Grupo | Posición | Nombre club    | J  | G  | E  | P  | GF  | GC | PTS | Observaciones |
| 1973-74   | 3.ª Reg. Ordinaria Castellana           | 10    | 4.º      | CD Marchamalo  | ?  | ?  | ?  | ?  | ?   | ?  | 27  | Ascenso a 3.ª Reg. Preferente.                                                                                        |
| 1974-75   | 3.ª Reg. Preferente Castellana          | 3     | 13.º     | CD Marchamalo  | 36 | 14 | 7  | 15 | 51  | 70 | 35  | Ascenso a 2.ª Regional.                                                                                               |
| 1975-76   | 2.ª Regional Castellana                 | 3     | 5.º      | CD Marchamalo  | 38 | 21 | 3  | 14 | 60  | 50 | 45  | |
| 1976-77   | 2.ª Regional Castellana                 | 3     | 11.º     | CD Marchamalo  | 38 | 16 | 5  | 17 | 64  | 59 | 37  | |
| 1977-78   | 2.ª Regional Castellana                 | 3     | 10.º     | CD Marchamalo  | 30 | 11 | 5  | 14 | 41  | 46 | 27  | |
| 1978-79   | 2.ª Regional Castellana                 | 3     | 13.º     | CD Marchamalo  | 34 | 10 | 8  | 16 | 55  | 59 | 28  | |
| 1979-80   | 2.ª Regional Castellana                 | 3     | 6.º      | CD Marchamalo  | 34 | 18 | 4  | 12 | 55  | 56 | 40  | |
| 1980-81   | 2.ª Regional Castellana                 | 3     | 10.º     | CD Marchamalo  | 34 | 11 | 12 | 11 | 55  | 44 | 34  | |
| 1981-82   | 2.ª Regional Castellana                 | 3     | 13.º     | CD Marchamalo  | 34 | 11 | 8  | 15 | 46  | 61 | 30  | |
| 1982-83   | 2.ª Regional Castellana                 | 5     | 3.º      | CD Marchamalo  | 34 | 22 | 7  | 5  | 73  | 25 | 51  | Ascenso a 1.ª Regional Ordinaria.                                                                                     |
| 1983-84   | 1.ª Reg. Ordinaria Castellana           | 2     | 10.º     | CD Marchamalo  | 33 | 9  | 11 | 13 | 49  | 57 | 29  | |
| 1984-85   | 1.ª Reg. Ordinaria Castellana           | 2     | 8.º      | CD Marchamalo  | 34 | 15 | 4  | 15 | 51  | 50 | 34  | |
| 1985-86   | 1.ª Reg. Ordinaria Castellana           | 2     | 10.º     | CD Marchamalo  | 34 | 14 | 4  | 16 | 42  | 63 | 32  | Tras la creación de la Federación de Fútbol de Castilla-La Mancha, pasará a jugar exclusivamente dentro de la región. |
| 1986-87   | 1.ª Reg. Ordinaria Castellano-Manchega  | 4     | 2.º      | CD Marchamalo  | 32 | 20 | 5  | 7  | 82  | 45 | 45  | Ascenso a 1.ª Regional Preferente.                                                                                    |
| 1987-88   | 1.ª Reg. Preferente Castellano-Manchega | 1     | 14.º     | CD Marchamalo  | 38 | 13 | 7  | 18 | 57  | 67 | 33  | |
| 1988-89   | 1.ª Reg. Preferente Castellano-Manchega | 1     | 13.º     | CD Marchamalo  | 38 | 11 | 12 | 15 | 59  | 69 | 34  | |
| 1989-90   | 1.ª Reg. Preferente Castellano-Manchega | 1     | 15.º     | CD Marchamalo  | 34 | 11 | 6  | 17 | 34  | 50 | 28  | Descenso a 1.ª Regional Ordinaria.                                                                                    |
| 1990-91   | 1.ª Reg. Ordinaria Castellano-Manchega  | 1     | 1.º      | CD Marchamalo  | 34 | 27 | 4  | 3  | 107 | 27 | 58  | Ascenso a 1.ª Regional Preferente.                                                                                    |
| 1991-92   | 1.ª Reg. Preferente Castellano-Manchega | 1     | 14.º     | CD Marchamalo  | 34 | 12 | 4  | 18 | 46  | 58 | 28  | Descenso a 1.ª Regional Ordinaria.                                                                                    |
| 1992-93   | 1.ª Reg. Ord.                           | I     | 6.º      | CD Marchamalo  | 32 | 14 | 5  | 13 | 65  | 58 | 33  | |
| 1993-94   | 1.ª Reg. Ord.                           | I     | 9.º      | CD Marchamalo  | 34 | 15 | 6  | 13 | 59  | 55 | 36  | Ascenso a 1.ª Preferente.                                                                                             |
| 1994-95   | 1.ª Preferente                          | II    | 14.º     | CD Marchamalo  | 30 | 3  | 7  | 20 | 21  | 72 | 13  | Descenso a 2.ª Autonómica.                                                                                            |
| 1995-96   | 2.ª Autonómica                          | VI    | 3.º      | ADC Marchamalo | 32 | 22 | 5  | 5  | 108 | 33 | 71  | |
| 1996-97   | 2.ª Autonómica                          | VIII  | 1.º      | ADC Marchamalo | 30 | 26 | 0  | 4  | 103 | 26 | 78  | Ascenso a 1.ª Autonómica.                                                                                             |
| 1997-98   | 1.ª Autonómica                          | II    | 11.º     | CD Marchamalo  | 34 | 11 | 11 | 12 | 43  | 52 | 44  | |
| 1998-99   | 1.ª Autonómica                          | II    | 11.º     | CD Marchamalo  | 34 | 13 | 7  | 14 | 43  | 53 | 46  | |
| 1999-00   | 1.ª Autonómica                          | II    | 16.º     | CD Marchamalo  | 34 | 8  | 6  | 20 | 37  | 66 | 30  | Descenso a 2.ª Autonómica.                                                                                            |
| 2000-01   | 2.ª Autonómica                          | V-A   | 1.º      | CD Marchamalo  | 18 | 16 | 1  | 1  | 107 | 15 | 49  | Campeón de Liga |
| 2001-02   | 2.ª Autonómica                          | V-A   | 2.º      | CD Marchamalo  | 20 | 17 | 1  | 2  | 129 | 17 | 52  | Ascenso a 1.ª Autonómica.                                                                                             |
| 2002-03   | 1.ª Autonómica                          | II    | 6.º      | CD Marchamalo  | 38 | 19 | 6  | 13 | 93  | 67 | 63  | |
| 2003-04   | 1.ª Autonómica                          | II    | 8.º      | CD Marchamalo  | 38 | 17 | 9  | 12 | 73  | 54 | 60  | |
| 2004-05   | 1.ª Autonómica                          | II    | 2.º      | CD Marchamalo  | 38 | 24 | 7  | 7  | 93  | 38 | 79  | Ascenso a 3.º Div. |
| 2005-06   | 3.ª Div.                                | XVII  | 14.º     | CD Marchamalo  | 38 | 11 | 8  | 19 | 51  | 78 | 41  | |
| 2006-07   | 3.ª Div.                                | XVIII | 11.º     | CD Marchamalo  | 38 | 13 | 9  | 16 | 49  | 59 | 48  | |
| 2007-08   | 3.ª Div.                                | XVIII | 12.º     | CD Marchamalo  | 38 | 12 | 12 | 14 | 37  | 44 | 48  | |
| 2008-09   | 3.ª Div.                                | XVIII | 11.º     | CD Marchamalo  | 36 | 12 | 11 | 13 | 35  | 51 | 47  | |
| 2009-10   | 3.ª Div.                                | XVIII | 8.º      | CD Marchamalo  | 38 | 15 | 6  | 17 | 50  | 50 | 51  | |
| 2010-11   | 3.ª Div.                                | XVIII | 8.º      | CD Marchamalo  | 38 | 17 | 9  | 12 | 52  | 45 | 60  | |
| 2011-12   | 3.ª Div.                                | XVIII | 10.º     | CD Marchamalo  | 38 | 11 | 12 | 15 | 50  | 51 | 45  | |
| 2012-13   | 3.ª Div.                                | XVIII | 17.º     | CD Marchamlao  | 38 | 9  | 8  | 21 | 45  | 59 | 35  | Descenso a 1.ª Autonómica                                                                                             |
| 2013-14   | 1.ª Aut. Preferente                     | II    | 1.º      | CD Marchamalo  | 34 | 24 | 2  | 8  | 87  | 30 | 74  | Ascenso a 3ª Div. Campeón de Liga                                                                                     |
| 2014-15   | 3.ª Div.                                | XVIII | 7.º      | CD Marchamalo  | 38 | 17 | 8  | 13 | 55  | 51 | 59  | |
| 2015-16   | 3.ª Div.                                | XVIII | 9.º      | CD Marchamalo  | 38 | 14 | 10 | 14 | 51  | 53 | 52  | |
| 2016-17   | 3.ª Div.                                | XVIII | 11.º     | CD Marchamalo  | 38 | 14 | 8  | 16 | 43  | 49 | 50  | Campeón de la I Copa Diputación de Guadalajara                                                                        |
| 2017-18   | 3.ª Div.                                | XVIII | 12.º     | CD Marchamalo  | 38 | 11 | 11 | 16 | 49  | 55 | 44  | |
| 2018-19   | 3.ª Div.                                | XVIII |          | CD Marchamalo  |    |    |    |    |     |    |     | |

## Palmarés

### Campeonatos nacionales
- Tercera División de España (1): 2020-21 (Gr. XVIII).[19]

### Campeonatos regionales
- Regional Preferente de Castilla-La Mancha (2): 2013-14 (Gr. 2)[20] y 2019-20 (Gr. 2).[21]
- Primera Regional de Castilla-La Mancha (1): 1990-91 (Gr. 1).[22]
- Segunda Regional de Castilla-La Mancha (2): 1996-97 (Gr. 8)[23] y 2000-01 (Gr. 5-A).[24]
- Copa Diputación Provincial de Guadalajara (1): 2016-17.[25]
- Subcampeón de  la Primera Regional de Castilla-La Mancha (2): 1986-87 (Gr. 4)[26] y 2004-05 (Gr. 2).[27]
- Subcampeón de la Segunda Regional de Castilla-La Mancha (1): 2001-02 (Gr. 5-A).[28]
- Subcampeón de la Copa RFEF (Fase Regional de Castilla-La Mancha) (1): 2022-23.[29]
- Subcampeón de la Copa Diputación Provincial de Guadalajara (1): 2018-19.[30]

### Torneos amistosos
- Trofeo Ayuntamiento de Marchamalo (1): 2014.[31]
- Trofeo Campiña (1): 2018.[32]
- Trofeo Alcarria (1): 2021.[33]

### Palmarés C. D. Marchamalo "B"
Campeonatos regionales
- Subcampeón de la Segunda Regional de Castilla-La Mancha (1): 2009-10 (Grupo 6).[34]